# Modificações duradouras da personalidade
Modificações duradouras da personalidade (CID-10) ou alteração da personalidade persistente (DSM-IV) quando bruscas podem ser resultado de doenças, lesões, abuso de drogas ou de transtornos psicológicos. Só podem ser classificadas como transtorno psicológico/psiquiátrico se as mudanças forem predominantemente prejudiciais ao indivíduo ou outros.

## Causas

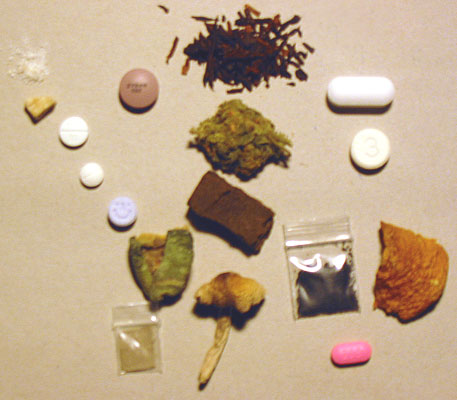
Mesmo uma única dose elevada de psicotrópicos pode causar alterações persistentes na personalidade

Diversas doenças psiquiátricas causas mudanças bruscas e persistentes de personalidade, por exemplo :
- Transtorno de estresse pós-traumático (TEPT)
- Reações ao estresse grave
- Transtorno de adaptação
- Transtornos de ansiedade [3]
- Psicoses (Como transtorno delirante ou esquizofrenia)
- Degeneração cerebral (como Alzheimer ou Demência vascular)
- Drogadição

Possíveis causas não-psiquiátricas:
- Derrame cerebral
- Lúpus eritematoso sistêmico[4]
- Epilepsia
- Câncer cerebral
- Dor crônica intensa constante (como fibromialgia)
- Lobotomia
- Lesão cerebral
- Neurotoxinas

## Classificação

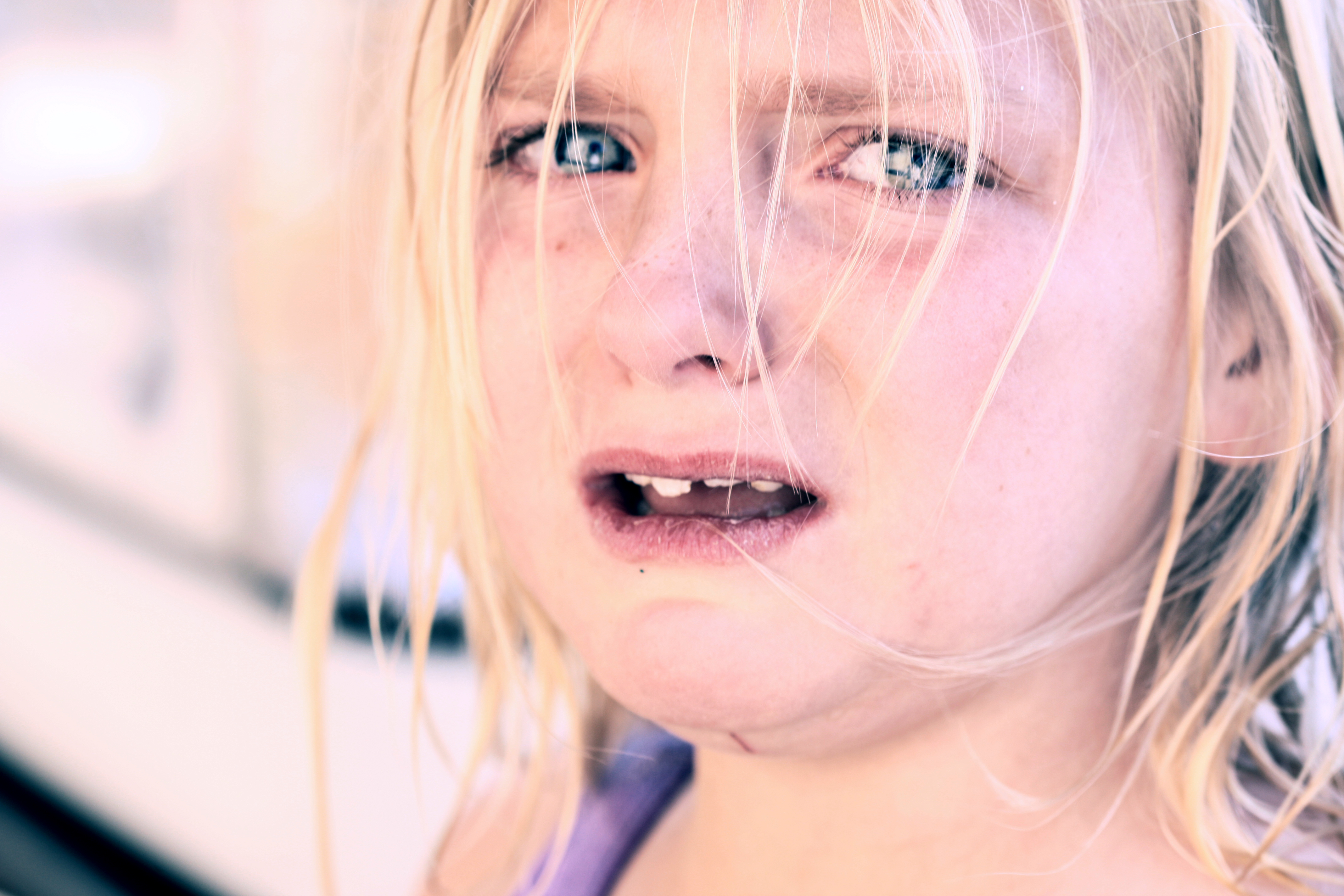
Transtorno do estresse pós-traumático, que atinge cerca de 9,2% da população, passa a ser classificada como uma modificação duradoura de personalidade quando persiste por mais de 2 anos.

Segundo a Classificação Internacional de Doenças atual (CID-10):

### Transtornos de Personalidade e do Comportamento Devidos a Doença, a Lesão e a Disfunção Cerebral
Transtorno caracterizado por uma alteração significativa dos modos de comportamento que eram habituais ao sujeito antes do advento da doença. As perturbações concernem em particular à expressão das emoções, das necessidades e dos impulsos. O quadro clínico pode, além disto, comportar uma alteração das funções cognitivas, do pensamento e da sexualidade.

### Modificações duradouras da personalidade não atribuíveis a lesão ou doença cerebral
Consiste em anomalias da personalidade e do comportamento do adulto que ocorrem na ausência de transtornos prévios da personalidade e em seguida a um “stress” dramático ou excessivo e prolongado, ou a uma doença psiquiátrica grave. Este diagnóstico só deve ser feito nos casos em que se dispõe da prova de uma alteração manifesta e duradoura dos modos de percepção, de relação ou de pensamento com relação ao ambiente ou a si próprio. A modificação da personalidade deve ser significativa e estar associada a um comportamento rígido e mal adaptado, ausente antes da ocorrência do evento patogênico. A modificação não deve constituir uma manifestação direta de um outro transtorno mental nem um sintoma residual de um transtorno mental anterior.

#### Alterações permanentes da personalidade após experiência catastrófica
Caracterizam-se por uma atitude hostil ou desconfiada em relação ao mundo, isolamento social, sentimento de inutilidade (vazio) ou desesperança e um sentimento crônico de estar "no limite", como se estivesse constantemente ameaçado. As alterações estão presentes por pelo menos dois anos e o estresse é tão extremo que é desnecessário considerar a vulnerabilidade pessoal para explicar seu profundo efeito sobre a personalidade.
Os estressores típicos mais relacionados à essas alterações de personalidade incluem experiências em campos de concentração, desastres, cativeiro prolongado com iminente possibilidade de ser morto e exposição prolongada a situações de risco de vida tal como ser vítima de terrorismo e de tortura.

#### Alterações permanentes da personalidade depois de transtorno psiquiátrico
Essas alterações de personalidade se caracterizam por uma dependência excessiva e uma atitude exigente em relação aos outros, e uma convicção de ter sido transformado ou estigmatizado pela doença precedente, que levam a:
- Incapacidade para estabelecer e manter relações pessoais próximas e isolamento social;
- Passividade;
- Redução de interesses e diminuição do envolvimento em atividades anteriormente prazerosas e apreciadas;
- Queixas persistentes de estar doente que podem ser associadas com queixas hipocondríacas e comportamento de ficar doente;
- Humor disfórico ou lábil não devido à presença de uma doença mental atual nem a transtorno mental anterior com sintomas afetivos residuais e;
- Problemas importantes no funcionamento social e ocupacional. As alterações persistem por pelo menos dois anos e não podem ser explicadas nem por um transtorno da personalidade prévio nem como uma recuperação incompleta, ou residual de um transtorno mental antecedente.

### Sub-tipos
O DSM divide as alterações de personalidade em 5 tipos:
- Tipo instável: indicativo de psicose, transtorno bipolar ou neurotoxinas;
- Tipo desinibido: indicativo de episódio maníaco ou uso de drogas psicotrópicas;
- Tipo Agressivo: indicativo de drogadição, lesão do lobo frontal e de abusos físicos e emocionais;
- Tipo Apático: indicativo de depressão, esquizofrenia com catatonia, degeneração cerebral ou abusos físicos e emocionais;
- Tipo Paranoide: indicativo de delírio paranoide ou de esquizofrenia paranoide.

Caso não se trate de nenhum desses casos passa a ser classificado como "outro". Caso se trate de uma combinação de dois deles, deve-se descrever a combinação.

## Sinais e Sintomas

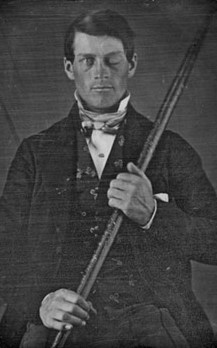
Após uma lesão frontal, Phineas Gage, antes tranquilo e educado, se tornou agressivo e arrogante por ter perdido a capacidade de planejamento social a longo prazo.

É comum que a própria pessoa se sinta diferente e consiga descrever o episódio que "mudou sua vida", mas também existem relatos de casos que a própria pessoa não fazia ideia do quanto mudou.
Manifestações comuns de alteração da personalidade incluem:
- Instabilidade afetiva;
- Controle dos impulsos instável;
- Agressividade desproporcional ao estímulo;
- Acentuada apatia (insatisfação);
- Desconfiança ou ideação paranoide.

## Diagnóstico
O diagnóstico vai depender do tipo de transtorno a ser codificado. Quando a causa é orgânica em menores de 21 anos os sintomas podem ser desvio acentuado do desenvolvimento normal, como agir como adulta ou se isolar.
Histórico, exame físico ou achados laboratoriais devem ser feitos mostrar para demonstrar a causa da alteração da personalidade. Não se diagnostica mudança de personalidade se a perturbação ocorre exclusivamente durante o curso de um delirium ou se os sintomas satisfazem os critérios para uma demência.
Só é classificado como transtorno se causar sofrimento ou prejuízo significativo no funcionamento social, ocupacional ou em outras áreas importantes.
Quando classificada em maiores de 21 anos, pois antes disso mudanças duradouras de personalidade são esperadas e naturais. Deve durar mais um ano antes de serem consideradas persistentes.

### Diagnóstico diferencial
Modificações duradouras da personalidade ão deve ser confundido com distúrbio dissociativo da identidade popularmente conhecido como múltipla personalidade, em que a pessoa mantem a personalidade original.e stress pos traumautico.

## Tratamento

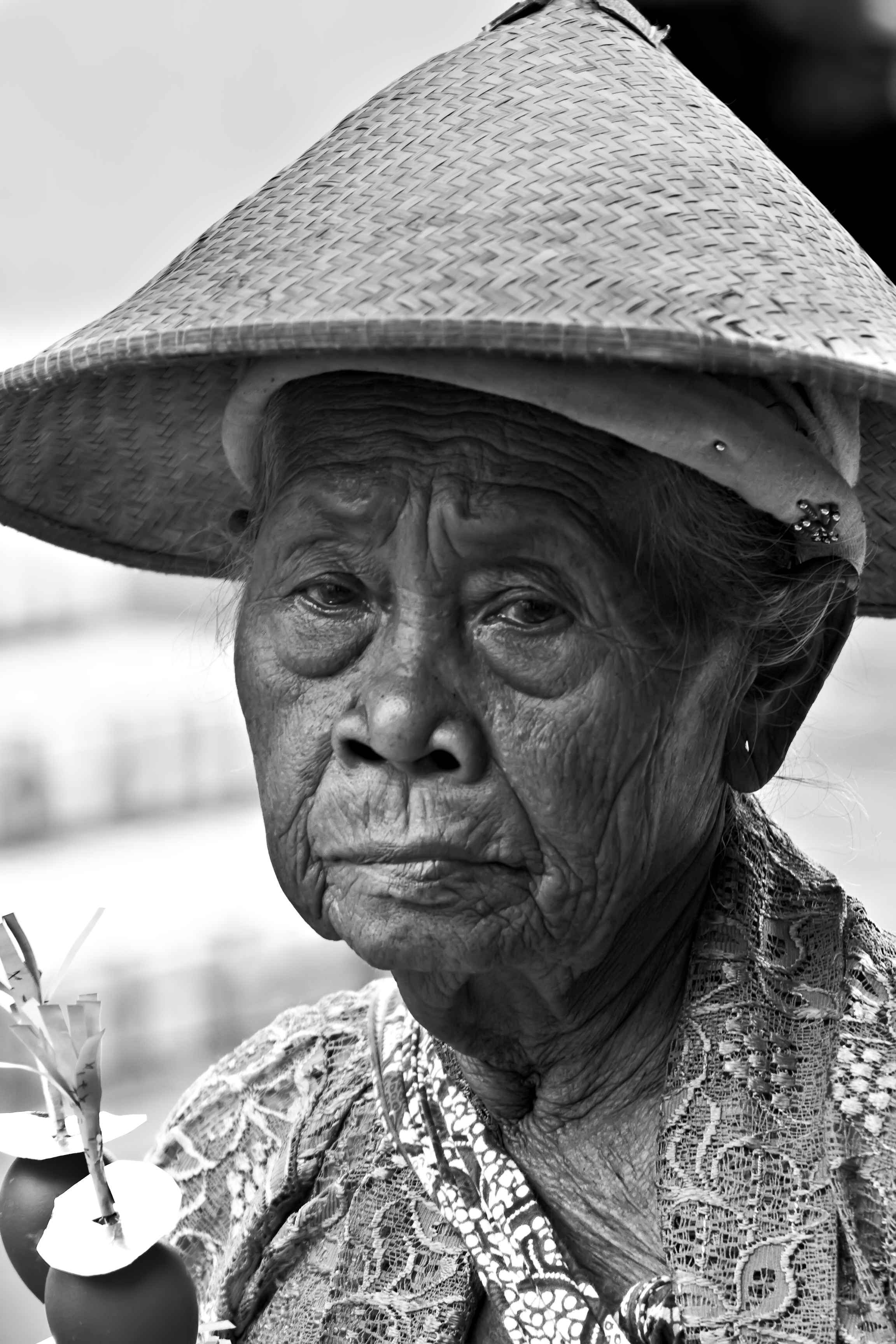
Antidepressivos diminuem a ansiedade, agressividade, pensamentos obsessivos, agitação motora, a percepção de dor e melhoram o humor.

O terapeuta debate com o paciente as conseqüências indesejáveis de seus pensamentos e comportamentos não saudáveis, pode fixar junto com o paciente limites a esses comportamentos e confrontar sua visão da realidade. É útil e muitas vezes essencial a participação da família e amigos da pessoa afetada em auxiliar o paciente a desenvolver comportamentos mais saudáveis.
Mudar uma personalidade requer muito tempo. Nenhum tratamento em curto prazo pode curar com êxito uma alteração da personalidade, mas alguns padrões de comportamento mais saudáveis podem ter progresso visível em poucos meses. Terapia cognitivo-comportamental de personalidade (modelo Aaron Beck ou de Jeffrey E. Young) costumam ser concluídas em 2 anos, enquanto psicanálise pode durar mais de uma década.
Embora a psicoterapia seja considerada fundamental, a medicação também exerce um importante papel na diminuição de sintomas depressivos, ansiosos, psicóticos ou maníacos e assim melhora os resultados no tratamento psicoterápico. A abordagem terapêutica mais eficaz é obtida quando o paciente é tratado simultaneamente com a psicoterapia e a farmacoterapia psiquiátrica.

## Literatura
Diversos livros exploram mudanças de personalidade bruscas e duradouras como parte central de uma trama, especialmente em obras de mistério, fantasia ou ficção científica. Pode ser causada por um evento traumático, uma revelação impactante, uma possessão de um espírito ou demônio, por magia ou por controle mental. Exemplos:
- Marianne Dashwood em Razão e Sensibilidade;
- Betsy Taylor em Betsy, a rainha dos vampiros;
- O pai de April em April Shadows;
- Tash em Galaxy Of Fear;